# 本田雄
本田雄（1968年3月12日—），日本石川縣出身的動畫師、人物設計。目前隸屬於khara工作室。

## 來歷
東京設計學院（東京デザイナー学院）退學後加入GAINAX，在22歲（1990年）擔任作畫監督，並在26歲（1994年）初次擔任《美少女战斗队》的人物設計。在制作《泡泡糖危機8》時因強大的功力被岸田隆宏稱為"師匠"或"本田師匠"。

## 作品

### 電視動畫
- 冒險少女娜汀亞（1990年－1991年）作畫監督（30話、35話）、原畫（1話、3話、8話、12話、16話、20話、22話）、片尾作畫（39話）
- 天地無用!（1992年－1993年）原畫（3話）
- 餓狼傳說2（1993年）原畫
- 美少女战斗队（1994年）人物設計、ED動畫、作畫監督補佐（13話）、原畫（13話）
- 美少女戰士S（1994年－1995年）原畫（14話）
- 新世纪福音战士（1995年－1996年）OP作畫、作畫監督（2話、8話、19話、22話ビデオフォーマット版、25話）、原畫（1話、19話、25話、26話）、設定補（15話）
- 第一神拳（2000年－2002年）OP原畫
- 翼神世音（2002年）原畫（15話）
- 薔薇少女（2004年）OP原畫
- 妄想代理人（2004年）原畫（8話、13話）
- 風人物語 （2004年）OP原畫、原畫（2話）
- BECK（2004年－2005年）OP原畫、原畫（7話）
- 巖窟王（2004年－2005年）OP原畫
- 我的主人（2005年）EDサポート
- 電腦線圈（2007年）アニメーションキャラクター、總作畫監督、OP作畫監督、作畫監督（1話、2話）、原畫（2話、4話）
- Ingress The Animation（2017年）人物原案

### OVA
- 吹泡糖危機（1987年－1991年）原畫（8話）
- 飛越巔峰（1988年）原畫（3話、4話、5話、6話）、動畫（1話、2話）
- 機動戰士GUNDAM 0080:口袋裡的戰爭（1989年）原畫（4話）
- （1990年－1991年）原畫（5話）
- 機動戰士GUNDAM 0083:Stardust Memory（1991年）原畫
- 帝都物語（1991年）原畫（1話）
- DELUXE ARIEL 接觸篇（1991年）原畫
- 御宅族的錄影帶系列
  - 1982 御宅族的錄影帶（1982 おたくのビデオ）（1991年）-  作畫監督
  - 1985 續・御宅族的錄影帶（1985 続・おたくのビデオ）（1991年）-  OP動畫、原畫
- （1992年－1993年）作畫監督補（3話）、原畫
- 鐵甲人－地球靜止之日（1992年－1998年）原畫（1話）
- 幸運女神（1993年－1994年）總作畫監督（2話）、作畫監督補（1話、4話、5話）
- （1994年）原畫
- Macross Plus（1994年－1995年）原畫（1話）
- 精靈使（1995年）原畫
- 黃金小子（1995年－1996年）作畫監督（2話）
- 宇宙戰艦山本洋子（1996年）原畫（1話）
- 魔法王國的俏皮小公主（1997年－1998年）原畫（2話）
- 青之6號（1998年－2000年）動畫人物設計（3話、4話）、作畫監督（3話、4話）、原畫（1話、4話）

### 電影
- 老人Z（1991年）原畫
- 新世紀福音戰士劇場版：Air/真心為你（1997年）系列設計、メカニック作畫監督（25話）、原畫（25話）
- 藍色恐懼（1998年）原畫
- 人狼 JIN-ROH（2000年）原畫
- 千年女優（2002年）人物設計、作畫監督
- 東京教父（2003年）原畫
- THE ANIMATRIX Beyond（2003年）人物設計、作畫監督
- THE ANIMATRIX The Second Renaissance（2003年）原畫
- 攻殼機動隊2 INNOCENCE（2004年）原畫
- 可携式机场（2004年）原畫
- 火影忍者劇場版：大活劇！雪姬忍法帖！！（2004年）原畫
- 劇場版 テニスの王子様 二人のサムライ The First Game（2005年）原畫
- 飛天都市計畫（2005年）原畫
- 地海傳說（2006年）原畫
- 福音戰士新劇場版：序（2007年）機械作畫監督、設計工作、原畫
- 崖上的波妞（2008年）原畫
- 空中殺手 The Sky Crawlers（2008年）原畫
- 福音戰士新劇場版：破（2009年）作畫監督、及2.22追加场景作画
- 麵種與蛋姬（2010年） 原画
- 来自虞美人之坡（2011年） 原画
- 给小桃的信（2012年）作画監督補佐、原画
- 福音戰士新劇場版：Q（2012年）总作畫監督

### 遊戲
- OVER THE MONOCHROME RAINBOW featuring SHOGO HAMADA（2003年）原畫
- 遺跡傳奇（2005年）原畫

### PV
- BATTLE MODE（1990年）原畫
- space station No.9（2005年）原畫
- Peut-etre toi（2006年）原畫

### 其他
- （1988年）動畫原畫